# Lygodactylus methueni
Lygodactylus methueni là một loài thằn lằn trong họ Gekkonidae. Loài này được Fitzsimons mô tả khoa học đầu tiên năm 1937.